# Hugo Egmont Hørring
Hugo Egmont Hørring (Kopenhagen, 17 augustus 1842 — aldaar,  13 februari 1909) was een Deens conservatief politicus. Hij was van 1897 tot 1900 raadsvoorzitter (eerste minister) van Denemarken. Hij was toen ook minister van financiën en vanaf 1899 ook minister van justitie.